# Leibnitz (crater)

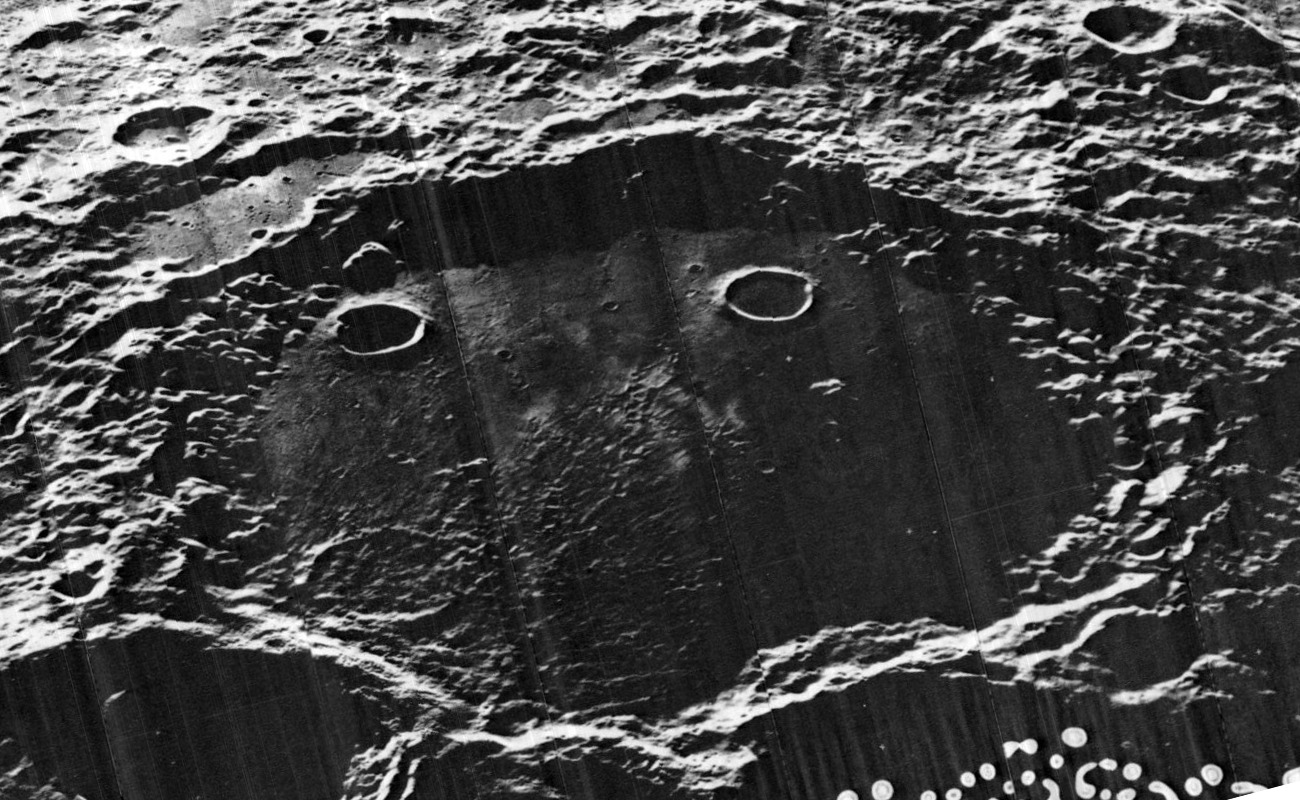
Imagine oblică realizată de Lunar Orbiter 5, orientată spre vest

Leibnitz este un crater de impact lunar gigantic, situat în emisfera sudică, pe partea îndepărtată a Lunii. Dimensiunile sale îl fac comparabil cu Clavius, un crater situat pe fața vizibilă a Lunii. Localizat la est-sud-est de Mare Ingenii, Leibnitz este unit cu marginea nord-estică a craterului Von Kármán. Atașat de marginea de est a Leibnitz este Davisson, iar în sud-est se află Finsen. Mai departe spre vest se găsește marele crater Oppenheimer.
Marginea exterioară a lui Leibnitz prezintă o formă aproape circulară, cu o proeminență exterioară semnificativă de-a lungul feței sale sudice. Urmele impactului se manifestă prin eroziune și uzură, vizibile prin numeroasele cratere mici de pe marginea și pereții interiori. Marginea estică și sud-estică au fost modificate semnificativ de craterele adiacente, Davisson și Finsen.
O mare parte din interiorul acestei câmpii cu pereți a fost inundată de lavă, rezultând o suprafață plană, lipsită aproape în totalitate de caracteristici topografice, cu un albedo scăzut, asemănător cu cel al mării lunare întunecate din nord-vest. Cu toate acestea, zona sud-estică a podelei este mai neregulată, datorită ejecțiilor provenite de la craterul Finsen, care o acoperă parțial. Podeaua întunecată este presărată pe alocuri cu dungi de material radiar și cu numeroase cratere mici. Craterul mic Leibnitz X, situat în apropierea peretelui interior de nord-vest, a fost inundat de lavă, rămânând vizibilă doar o margine circulară care se ridică deasupra suprafeței.
Înainte de denumirea sa oficială de către UAI în 1970, craterul Leibnitz era cunoscut sub numele de Crater 374.

## Magnetism
Craterul găzduiește, de asemenea, una dintre enigmaticele caracteristici cu albedo ridicat cunoscute sub numele de vârtej lunar. Aceste caracteristici sunt asociate cu anomalii magnetice locale, similar cu ceea ce se observă ca în cazul lui Leibnitz. Vârtejurile Leibnitz fac parte dintr-un complex de caracteristici similare din perechea de cratere Van de Graaff din apropiere și din Mare Ingenii.

## Cratere prin satelit
Prin convenție, aceste caracteristici sunt identificate pe hărțile lunare prin plasarea literei pe partea craterului central care este cea mai apropiată de Leibnitz.
| Leibnitz | Latitudine | Longitudine | Diametru |
| -------- | ---------- | ----------- | -------- |
| R        | 39,3° S    | 176,3° E    | 19 km    |
| S        | 39,6° S    | 171,8° E    | 28 km    |
| X        | 36,5° S    | 177,3° E    | 19 km    |